# 17년

## 연호
- 신(新) 천봉(天鳳) 4년

## 기년
- 신(新) 왕망(王莽) 10년
- 신라(新羅) 남해 차차웅(南解 次次雄) 14년
- 고구려(高句麗) 유리명왕(瑠璃明王) 36년
- 백제(百濟) 온조왕(溫祚王) 35년

## 사망
- 로마 시인 오비디우스 (기원전 43년~)